# Metendothenia heterophenga
Metendothenia heterophenga es una especie de polilla del género Metendothenia, tribu Olethreutini, familia Tortricidae. Fue descrita científicamente por Diakonoff en 1992.

## Hábitat
Se ha encontrado en bosques a altitudes de hasta 2030 metros.

## Distribución
Se distribuye por Madagascar.